# Guitolão

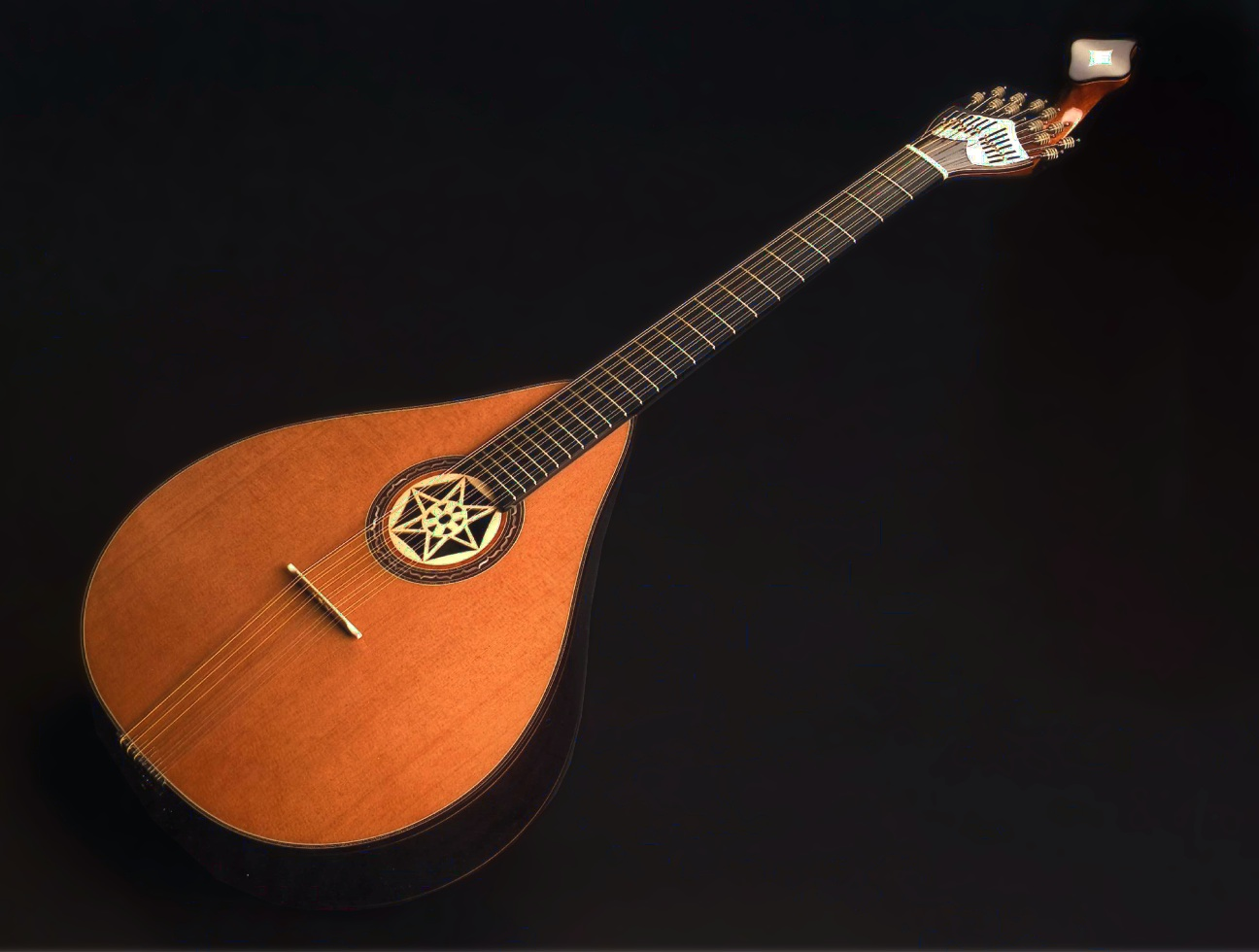
O guitolão.

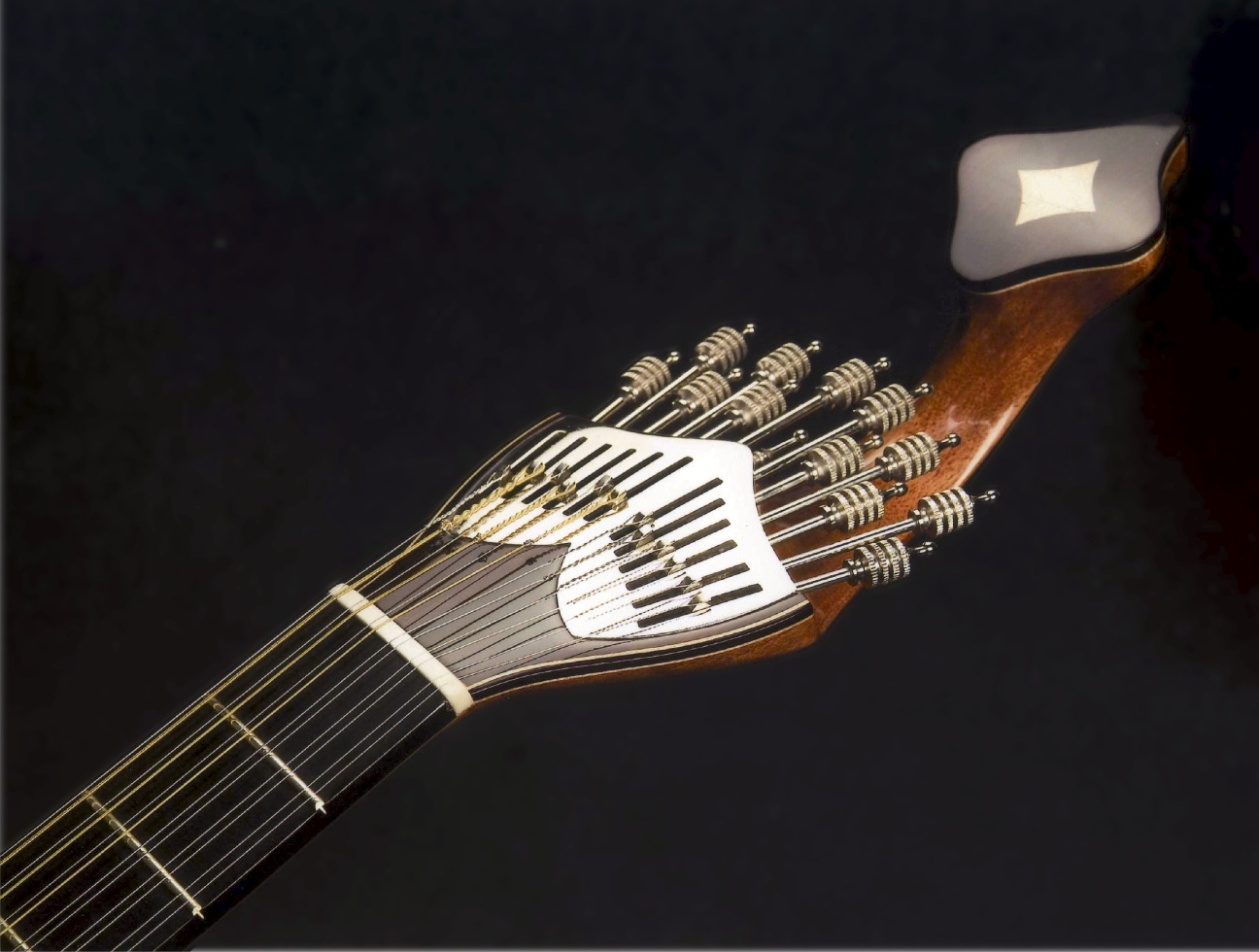
Detalhe de um guitolão.

O Guitolão é um instrumento musical que foi apresentado pela primeira vez ao público a 18 de Junho de 2005. Foi idealizado por Carlos Paredes e construído por Gilberto Grácio e apenas dois exemplares foram construídos.
Na opinião de António Eustáquio o Guitolão não é um instrumento construído para o acompanhamento do fado. 
Apresenta como principal característica o facto de ter uma grande extensão tímbrica, na qual se podem obter notas muito graves mas também agudas dando-lhe possibilidade para o surgimento de um repertório novo e, porque não, um repertório clássico, com transcrições de música erudita.

## Construção
É um instrumento que apresenta semelhanças com a guitarra portuguesa, sendo um "parente" de maiores dimensões. 
O Guitolão é montado com seis ordens de cordas duplas (tal como a guitarra portuguesa), tem um tiro de corda de 24,5 polegadas (62,23 cm) sendo afinado uma quinta abaixo da guitarra de Lisboa, do agudo para o grave (Mi3/ Mi3; Ré3/ Ré3, Lá2/ Lá2; Mi2/ Mi2; Ré3/ Ré2; Sol2/Sol1):
As principais diferenças: caixa de ressonância de maiores dimensões; braço mais longo rematado pela típica voluta; a escala de maiores dimensões, ressaltando sobre o tampo harmónico é dividida cromaticamente por 23 trastes (trastos ou pontos) de metal - 14 colocados até à junção do corpo do instrumento (no modelo da guitarra actual são só 10), sendo os restantes 9 já incrustados na parte da escala que ressalta sobre o tampo harmónico. A forma da caixa tem um recorte em pêra. 
As madeiras usadas são as tradicionais empregues nestes cordofones de mão: tampo harmónico em "spruce", fundo e ilhargas em pau-santo, braço em Mogno e escala em ébano. 
A boca do instrumento é ornamentada por uma roseta. 
Outra particularidade da construção deste instrumento reside no facto que o tradicional cavalete não assenta sobre a pataleta. É uma peça única construída em osso e madeira.